# Condecoração Ad Astra
A condecoração Ad Astra (em inglês:  Ad Astra Decoration), letras pós-nominais AAD, foi instituída pela República da África do Sul em 1991, para recompensar militares da Força Aérea da África do Sul da tripulação a bordo de aeronaves por excelente habilidade ou engenhosidade excepcional ou habilidade durante emergências ou situações criticamente incomuns no ar. Foi descontinuado em 2003, mas ainda podem ser concedida retroativamente para atos praticados durante o período em que esteve vigor.

## As forças armadas da África do Sul
As Forças de Defesa da União (UDF) foram estabelecidas em 1912 e renomeadas como Força de Defesa da África do Sul (SADF) em 1958. Em 27 de abril de 1994, foi integrado com outras seis forças independentes na Força de Defesa Nacional da África do Sul (SANDF).

## Motivação

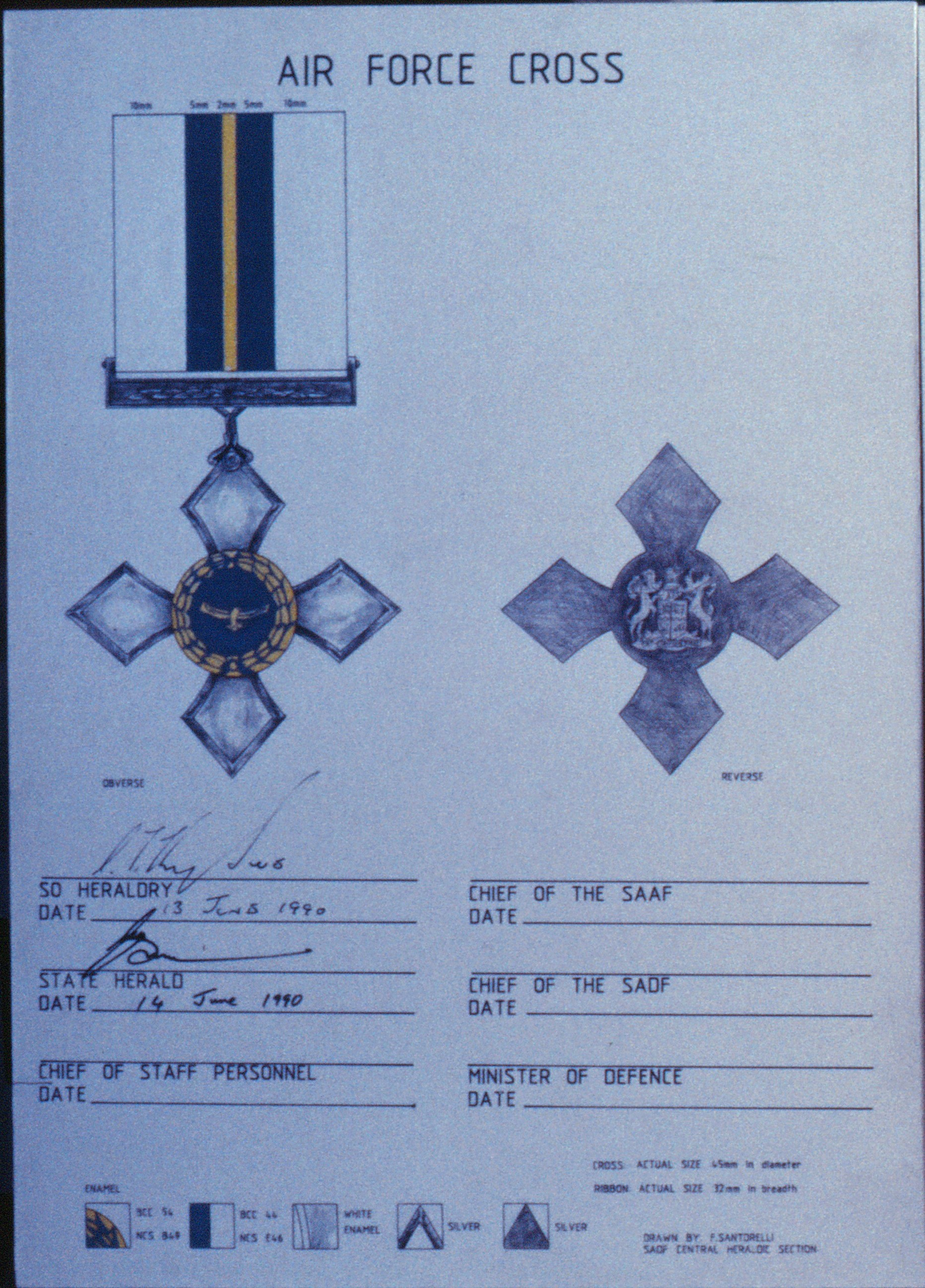
A Cruz da Força Aérea (CA) conforme aprovada.

Em 1952, quando a África do Sul instituiu suas próprias condecorações militares e medalhas para substituir as honrarias britânicas que poderiam, até então, ser concedidas aos membros da UDF, equivalentes, entre outros, às britânicas Cruz de Voo Distinto  (DFC) e Cruz Da Força Aérea (AFC) foram omitidos. Esta omissão só foi abordada tardiamente perto do final da Guerra de Fronteira de 1966-1989, em 1987, quando foi proposta a instituição da Cruz da Força Aérea da África do Sul.
Tal como proposto, o Cruz da Força Aérea (CA) destinava-se à atribuição apenas a tripulações que demonstrassem coragem e liderança excepcionais durante situações perigosas ou críticas durante o voo, em que um prêmio por bravura não seria adequado, com base na premissa de que a bravura implica entrar conscientemente em perigo mortal a partir de uma posição de relativa segurança, em vez de reagir habilmente a uma situação imprevista de perigo mortal. Os critérios propostos foram descritos no projeto de lei como excelente capacidade aeronáutica ou excelente engenhosidade ou habilidade durante emergências ou situações incomuns no ar.
Quando os outras três forças armadas propuseram posteriormente que uma Cruz do Exército (CM), a Cruz da Marinha NC) e a Cruz do Serviço Médico (CC) devessem ser instituídas simultaneamente, os critérios de agraciamento propostos para as quatro cruzes foram alterados para uma engenhosidade ou habilidade excepcionais na utilização e controle de pessoal, armamento ou outro equipamento em situações perigosas e, no caso da Cruz da Força Aérea proposta, não se restringem necessariamente ao voo.

## A Condecoração Ad Astra
Un AK-74 équipé d'une réplique airsoft du lance-grenades GP-25.Uma vez que a exigência de uma condecoração semelhante à Cruz de Voo Distinto britânica ainda existia, a instituição da Condecoração Ad Astra, letras pós-nominais AAD, foi proposta em 1991. Tal como se pretendia inicialmente com a Cruz da Força Aérea, os critérios foram novamente descritos no projeto de lei como excelente capacidade aeronáutica ou excelente engenhosidade ou habilidade durante emergências ou situações criticamente incomuns no ar. Dois dos exemplos que serviram de motivação teriam, sem dúvida, qualificado os respectivos pilotos para a atribuição do equivalente a uma Cruz de Voo Distinto, se tal condecoração existisse na África do Sul na altura.
- Um desses incidentes foi uma avaria a bordo de um Canberra B (1) Mk. 12, que desativou a coluna de controle da aeronave. Apesar do conselho do solo para abandonar a aeronave, uma vez que seria improvável que o piloto pudesse pousá-la com segurança, ele conseguiu pousá-la na Base da Força Aérea Waterkloof com danos mínimos, tendo apenas ajustes de guarnição, leme e potência do motor como comandos.
- Outro exemplo foi um Dakota C-47, que perdeu seu leme e elevadores quando foi atingido por um míssil terra-ar, cujo comandante conseguiu pousar com segurança na Base Aérea Grootfontein ao fazer com que seus passageiros, a maioria deles servindo oficiais generais e comandantes, se movessem para frente e para trás na cabine, conforme necessário, para alterar o centro de gravidade da aeronave.

## Agraciamento
A Condecoração Ad Astra foi instituída pelo Presidente do Estado em 1991. A condecoração pode ser concedida por excelente habilidade ou engenhosidade excepcional durante emergências ou situações incomuns a bordo de aeronaves em voo. Uma barra, instituída em 1993, poderia ser concedida em reconhecimento a outras demonstrações semelhantes de excelente habilidade aeronáutica. A condecoração foi concedida pela primeira vez em 1995, ao Major L. R. Heemstra.

## Ordem de uso
A posição da Condecoração Ad Astra na ordem de precedência oficial foi revista duas vezes para acomodar a inclusão ou instituição de novas condecorações e medalhas, primeiro com a integração na Força de Defesa Nacional da África do Sul em 1994 e novamente com a instituição de um novo conjunto de prêmios em 2003.
Força de Defesa da África do Sul (SADF) até 26 de abril de 1994

- Ordem de precedência oficial da SADF:
  - Precedida pela Medalha Pro Virtute (PVM).
  - Sucedida pelo Cruz do Exército (CM).[9]
- Ordem de precedência nacional oficial:
  - Precedida pela Medalha Pro Virtute (PVM).
  - Sucedida pela Cruz do exército (CM).[9]

Força de Defesa Nacional da África do Sul (SANDF) a partir de 27 de abril de 1994

- Ordem de precedência oficial da SANDF:
  - Precedida pela Medalha de Galanteria Distinta da República de Boputatsuana.
  - Sucedida pela Cruz do Exército (CM) da República da África do Sul.[10]
- Ordem de precedência nacional oficial:
  - Precedida pela Medalha de Valor no Serviço Prisional da República de Boputatsuana.
  - Sucedida pela Cruz do Exército (CM) da República da África do Sul.[10]

Força de Defesa Nacional da África do Sul (SANDF) a partir de 27 de abril de 2003

- Ordem de precedência oficial da SANDF:
  - Precedida pela Nkwe Ya Boronse (NB) da República da África do Sul.
  - Sucedida pela Cruz do Exército (CM) da República da África do Sul.[11]
- Ordem de precedência nacional oficial:
  - Precedida pela Condecoração Mendi por Bravura, Bronze (MDB) da República da África do Sul.
  - Sucedida pela Cruz do Exército (CM) da República da África do Sul.[11]

## Descrição

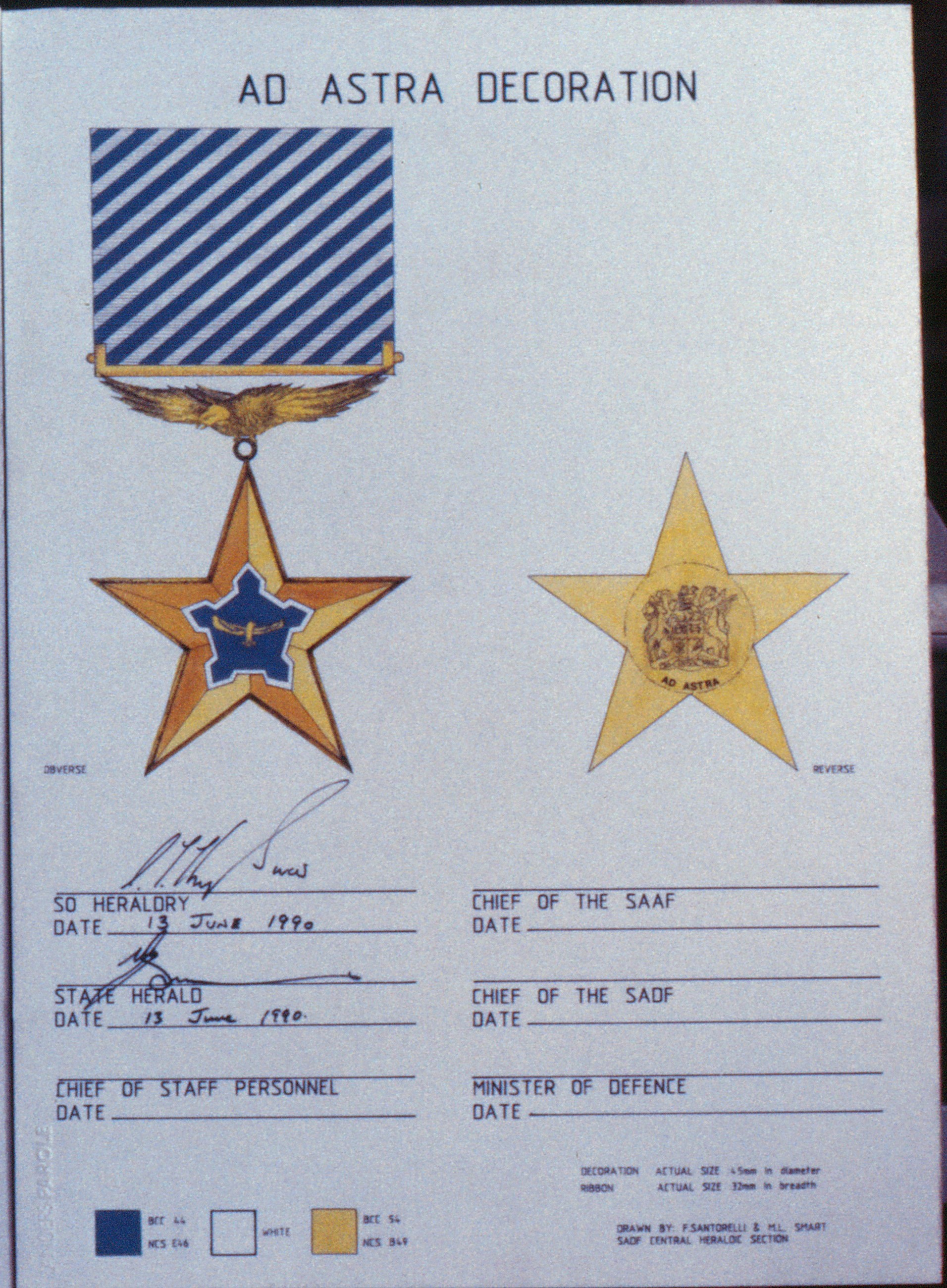
Desenho heráldico antes da aprovação.

### Anverso
A Condecoração Ad Astra é uma estrela de cinco pontas em dourado prateado, para caber num círculo de 45 milímetros de diâmetro, com o roundel da Força Aérea da África do Sul em forma de castelo elevado no centro, todo batido em uma única peça, com 5 milímetros de espessura no centro do castelo, com as pontas das estrelas afinando até 2 milímetros nas bordas. O suspensor é uma águia em voo.

### Reverso
O reverso tem o brasão de armas sul-africano pré-1994, com as palavras "AD ASTRA" por baixo, com um número da condecoração impresso ou gravado.

### Barreta
A barreta tem 32 milímetros de largura, com linhas diagonais de 4 milímetros de largura em azul claro e branco, inclinadas para cima da esquerda para a direita em direção ao ombro esquerdo do agraciado. A direção da inclinação das linhas era propositadamente oposta à das DFC e AFC britânicas, a pedido específico do chefe da Força Aérea, o Tenente-General Jan van Loggerenberg.

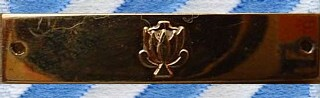
A Condecoração Ad Astra e barra.

### Barra
A barra é dourada e tem um emblema de protea gravado no centro. A mesma barra foi usada para indicar várias prêmiações da Condecoração Pro Virtute, Condecoração do Cruzeiro do Sul, Condecoração Pro Merito e Condecoração Ad Astra.

## Descontinuação
A concessão da condecoração foi suspensa em relação aos serviços prestados em ou após 27 de abril de 2003. Nenhuma nova honraria adequada foi instituída para substituí-la.